# نصب الأم (دونيتسك)
نصب الأم التذكاري (بالأوكرانية: Пам'ятник жінці-матері) واحد من المعالم الأثرية في مدينة دونيتسك بأوكرانيا. هو أول نصب على أراضي أوكرانيا مخصص للمرأة الأم.
تم افتتاح النصب التذكاري في 10 مايو 2003 على أراضي مركز دونيتسك الإقليمي لحماية الأمومة والطفولة. تم الافتتاح في يوم الأم بأوكرانيا. عند الافتتاح، حضر رئيس بلدية دونيتسك ألكسندر أليكيفيتش لوكيانتشينكو.
تم بناء النصب التذكاري بمبادرة من المدير العام لمركز دونيتسك الإقليمي لحماية الأمومة والطفولة، فلاديمير كيريلوفيتش تشايكا. وهو مدرج بين مؤلفي المشروع على قاعدة التمثال.
النصب هو تمثال لامرأة واقفة، تحمل طفلاً بين ذراعيها.
يبلغ ارتفاع التمثال مترين، وهو مصنوع من الحجر الرملي.